# Arrestra
Il torrente Arrestra è un corso d'acqua che scorre in Liguria, tra la provincia di Savona e la città metropolitana di Genova. Il suo bacino ha una superficie di 20,9 km quadrati, dei quali 6,9 in comune di Cogoleto (GE) e 14 circa in comune di Varazze SV.

## Percorso
L'Arrestra ha origine dalle pendici meridionali del Monte Beigua e sfocia a Cogoleto in provincia di Genova dopo un percorso di circa 12 km.
Per 6 km dalla confluenza con il rio Acquabona, presso Sciarborasca frazione del Comune di Cogoleto, fino alla foce segna il confine tra le due province.

## Affluenti
Il bacino del torrente ha una forma decisamente asimmetrica, e quasi tutti i suoi tributari confluiscono nell'Arrestra in sinistra idrografica. I maggiori sono:
- rio Prialunga,
- rio Malanotte,
- rio Acquabona.

## Note

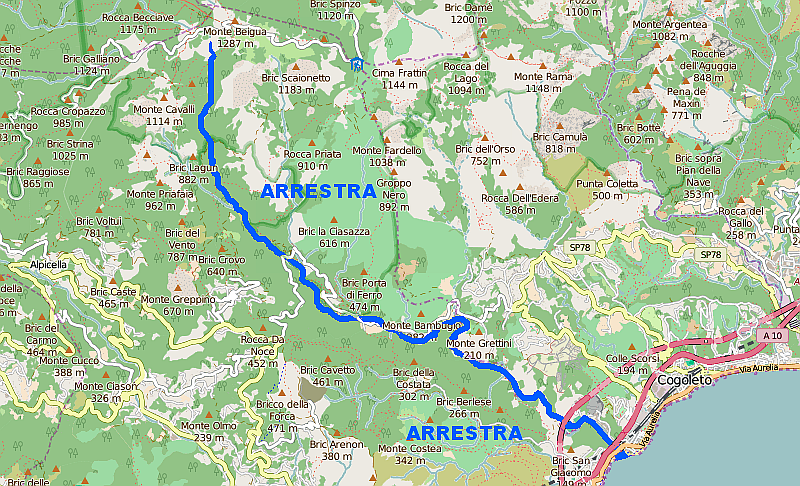
Mappa di dettaglio